# Doland
Doland è un comune degli Stati Uniti d'America, situato in Dakota del Sud, nella contea di Spink.

## Storia
Doland fu pianificata nel 1882. La città prende il nome da F. H. Doland, un proprietario originale del sito della città. Un ufficio postale è in funzione a Doland dal 1882.